# 阿科纳号小巡洋舰
阿科纳号是德意志帝国所建造的十艘瞪羚级小巡洋舰的九号舰，以德国吕根岛北部的峭壁阿科纳海岬命名。它由不来梅的威悉船厂承建，于1901年开始龙骨架设、1902年4月下水、至1903年5月投入舰队使用。其主舰炮包括有十门105毫米40倍径速射炮和两具450毫米鱼雷发射管，最高速度可达21.5节。
阿科纳号于20世纪上半叶曾先后跟随德国三个时代的海军服役。在1900年代早期的德意志帝国海军生涯期间，它曾分别被部署至舰队和海外。当第一次世界大战爆发时，它被用作海岸防御船具，然后在大西洋充当潜艇战的辅助舰。战争结束后，它又短暂服役于魏玛国家海军直至退役，并执行次要任务。当纳粹德国海军于1935年成立后，将阿科纳号改造成了一座浮动的高射炮台，并利用它于第二次世界大战期间在德国的一些港口进行防御。舰只于战争的最后几天自沉，后于1948－1949年间拆解报废。

## 建造
阿科纳号是根据合同代号“H”作为新增编入舰队的单位订购，并于1901年在不来梅的威悉船厂开始架设龙骨。它于1902年4月22日下水，之后展开舾装工作。在下水仪式上，由德皇威廉二世的胞妹玛格丽特公主主持为舰只命名。1903年5月12日，舰只正式投入演习舰队（Übungsflotte，即公海舰队前身）使用。
阿科纳号的全长为105（344英尺6英寸），有12.4（40英尺8英寸）的舷宽和4.99（16英尺4英寸）的前吃水。在满载情况下，舰只的排水量可达3,180公噸（3,130長噸）。其推进系统由两台三胀式蒸汽机组成，它们的额定功率为8,000匹軸馬力（6,000千瓦特），最高速度达21.5節（39.8每小時）。发动机由八台燃煤船用式水管锅炉提供动力。阿科纳号可搭载700公噸（690長噸）煤，故此得以12節（22每小時）的速度续航4,400海里（8,100）。舰只的标准船员编制则为14名军官及256名水兵。
阿科纳号的武器由十门单装105毫米40倍径速射炮组成。其中两门并排布置在艏艛前方，六门设于舰舯、每边各三门，以及两门并排布置在舰艉。这些炮支的射程为12,200（13,300碼）。它们共提供1500发弹药，其中每炮150发。舰只还配备有两具450（17.7英寸）的鱼雷管及五枚鱼雷，均浸没舷侧的船体内。阿科纳号还受到20至25（0.79至0.98英寸）厚的装甲甲板保护，司令塔的侧面有80（3.1英寸）厚、炮支的炮挡厚度也有50（2.0英寸）。

## 服役历史
入役后，阿科纳号于1903年7月18日被分配至舰队的侦察部队。它跟随舰队参加了惯常的训练巡航及演习，并于1904年的夏季巡航期间到访阿伯丁。1905年，它又转配巡洋支队，与姊妹舰女性之赞号、小巡洋舰汉堡号和大巡洋舰腓特烈·卡尔号在一起。阿科纳号于1907年撤出舰队并裁减船员，这在很大程度上是由于但泽号取代了它在舰队中的位置。同年8月14日，阿科纳号被派往海外值勤，为期三年。它于8月27日从威廉港启程，经由苏伊士运河前往东亚，并于10月23日抵达设于新加坡的驻地。随后，它再经香港和厦门来到青岛。它在东亚的役期内主要运用于黄海和日本北部地区。从1908年12月8日至1909年2月21日，舰只还展开了一次前往西里伯斯海的巡航。返回青岛后的阿科纳号又立即启程，因萨摩亚正发生骚乱。而当它于1909年3月22日抵达时，当地居民的独立运动起义已基本平息。返程中，舰只经由苏瓦和马图皮前往塞班岛，并将骚乱者流放于此。然后，它访问了关岛并返回青岛。同年秋天，阿科纳号代表德国前往参加旧金山被发现140周年庆典，这也是为庆祝当地在1906年发生地震后完成重建。舰只经由夏威夷的檀香山穿越太平洋，并在庆典开始之前造访了美国的西雅图、洛杉矶和圣迭戈。返程途中，阿科纳号再次经停檀香山。在那里，它于12月10日对在外围暗礁擱淺的英国商船凯尔特酋长号（Celtic Chief）提供协助。在卸下船上货物以减轻重量后，阿科纳将商船拖曳出来。
1910年1月17日，阿科纳号踏上返回德国的征程。它先是行驶至沙璜与莱比锡号会合，并互换舰长。从3月4日至7日，它又在经停塞德港期间与换班的纽伦堡号相遇，并交换了部分船员。3月24日，阿科纳号抵达威廉港，并于1910年4月30日退役。1911－1912年间，它在威廉港的帝国船厂进行现代化改造。舰只的两门105毫米炮被移除，并在甲板上安装了两具500（20英寸）鱼雷发射管，以及可携带200枚水雷的装备。在1913年重返现役后，阿科纳被撤出前线服务，并担任水雷测试船。而1912年拆除的两门炮则于1914年得到重新安装。在1914年8月第一次世界大战爆发后，阿科纳号被委任为岸防舰。至战争后期，舰只被转移至埃姆斯河口，在那里通过无线电通信与U型潜艇协调，以袭击英国商船。
战争结束后，德国根据《凡尔赛条约》的指示需要清除敷设在北海的所有水雷。从1919年至1920年，阿科纳号接替过时的战列舰普鲁士号担任扫雷母舰，为第11扫雷半区舰队提供协助。此后，它获重新武装并恢复巡洋舰职能。1921年5月25日，阿科纳号加入新组建的魏玛国家海军，直至1923年退役，由已完成了现代化改造的姊妹舰阿玛宗号所取代。舰只于1930年2月15日正式从海军名录中除籍，随后作为宿营船，最初在威廉港、1936年后跟随纳粹德国海军在斯维内明德、以及1938年后在基尔使用，直至第二次世界大战于1939年9月爆发。
1940年5月，阿科纳号在斯维内明德改装成为一个浮动的高射炮台。由于其轮机装置已经失效，故而被全数拆除。舰只需要被拖曳至阵位并锚定在那里。作为防空武器，阿科纳号的排水量为2,650公噸（2,610長噸），吃水深度仅5米。它此时的武器装备是由一门105毫米32倍径速射炮、四门10.5厘米38年式高射炮、两门37毫米30倍径速射炮以及四门20毫米炮所组成。随后，舰只被转移至威廉港编入第223海军防空旅，在战争后期又改为在布伦斯比特尔驻防。欧洲战事结束的前几天，阿科纳号的船员于1945年5月3日自行凿沉了舰只，以防止被盟军强占。尽管如此，在德国投降后，英国皇家海军还是在5月7日接管了布伦斯比特尔的海军装备。阿科纳号成为被扣押的德国军舰之一，其余还包括四艘U型潜艇和受损严重的驱逐舰Z31号。它们的德国船员卸下弹药，并在英国人的监督下将武器从舰上移除。阿科纳号随后于1948－1949年间拆解报废。

## 延伸阅读
- Hans H. Hildebrand/Albert Röhr/Hans-Otto Steinmetz: Die deutschen Kriegsschiffe: Biographien – ein Spiegel der Marinegeschichte von 1815 bis zur Gegenwart, Koehlers Verlagsgesellschaft, Herford